# 安德里斯·永克尔
安德里斯·永克尔（荷蘭語：Andries Jonker，1962年9月22日—）是一名荷蘭足球教練。
永克尔此前曾任教蒂爾堡威廉二世、MVV及禾寧丹，亦曾在巴塞隆拿及拜仁慕尼黑擔任助教。